# Les Plains-et-Grands-Essarts
Les Plains-et-Grands-Essarts är en kommun i departementet Doubs i regionen Bourgogne-Franche-Comté i östra Frankrike. Kommunen ligger i kantonen Saint-Hippolyte som tillhör arrondissementet Montbéliard. År 2022 hade Les Plains-et-Grands-Essarts 211 invånare.

## Befolkningsutveckling
Antalet invånare i kommunen Les Plains-et-Grands-Essarts
Referens:INSEE